# Ylihärmä
Ylihärmä este o fostă comună din Finlanda.